# نوریهیرو ساتسوکاوا
نوریهیرو ساتسوکاوا (ژاپنی: 薩川 了洋؛ زادهٔ ۱۸ آوریل ۱۹۷۲) یک بازیکن فوتبال اهل ژاپن است.
از باشگاه‌هایی که در آن بازی کرده‌است می‌توان به باشگاه فوتبال یوکوهاما فلگلز و باشگاه فوتبال کاشیوا ریسول اشاره کرد.
نوریهیرو ساتسوکاوا در تیم‌هایی همچون باشگاه فوتبال ناگانو پارسیرو، باشگاه فوتبال ریوکیو و باشگاه فوتبال ساگامیهارا مربی‌گری کرده‌است.